# Federação Mineira de Basketball
A Federação Mineira de Basketball (FMB) é uma entidade do basquetebol de Minas Gerais. É filiada a Confederação Brasileira de Basketball.
Histórico Federação Mineira de Basketball
Em 9 de dezembro de 1937, representantes dos seis maiores clubes mineiros da época se uniram em torno de um esporte que começava a cair no gosto do brasileiro. Desta união surgiu a Federação Mineira de Bola ao Cesto, primeira entidade representativa da bola laranja nas Minas Gerais.
Em 1942 o que era bola ao cesto se tornou basquete, e a entidade passou a chamar Federação Mineira de Basketball. Desde então a FMB é a gestora máxima do basquete mineiro, responsável pela expansão e difusão da modalidade em todo estado, organização de campeonatos, além da formação e reciclagem de profissionais da área.